# Городское поселение Никель
Городское поселение Никель — муниципальное образование в составе Печенгского района Мурманской области России. Административный центр — посёлок городского типа Никель. На территории поселения находятся 5 населённых пунктов.
Образовано 29 декабря 2004 года.
С мая 2020 года упразднено в связи с преобразованием Печенгского муниципального района преобразуется в Печенгский муниципальный округ, закон о преобразовании подписан 24 апреля 2020 года.

## География
Поселение расположено в южной части Печенгского района. По его территории частично протекает река Паз.
Граничит:
- на западе — с Норвегией и Финляндией;
- на юге — с городским поселением Верхнетуломский Кольского района;
- на востоке — с сельским поселением Тулома Кольского района, городским поселением Заполярный и сельским поселением Корзуново.

## Население
| 2010    | 2012    | 2013    | 2014    | 2015    | 2016    | 2017    |
| ------- | ------- | ------- | ------- | ------- | ------- | ------- |
| 13 131  | ↘12 966 | ↘12 782 | ↘12 548 | ↘12 298 | ↘12 082 | ↘12 055 |
| 2018    | 2019    | 2020    |         |         |         |         |
| ↘11 877 | ↘11 672 | ↘11 412 |         |         |         |         |

Численность населения, проживающего на территории сельского поселения, по данным Всероссийской переписи населения 2010 года составляет 13131 человек, из них 6239 мужчин (47,5 %) и 6892 женщины (52,5 %).

## Состав
В состав поселения входят 5 населённых пунктов.
| № | Населённый пункт | Тип населённого пункта      | Население    |
| - | ---------------- | --------------------------- | ------------ |
| 1 | Никель           | пгт, административный центр | ↘9519 (2023) |
| 2 | Борисоглебский   | населённый пункт            | ↘21 (2010)   |
| 3 | Приречный        | населённый пункт            | ↘45 (2010)   |
| 4 | Раякоски         | населённый пункт            | ↘238 (2010)  |
| 5 | Сальмиярви       | населённый пункт            | ↘71 (2010)   |

## Транспорт
По территории поселения проходят автомобильная дорога Р21 «Кола» Санкт-Петербург — Мурманск — Киркенес и ветка железной дороги Мурманск — Никель.